# メソポタミア神話

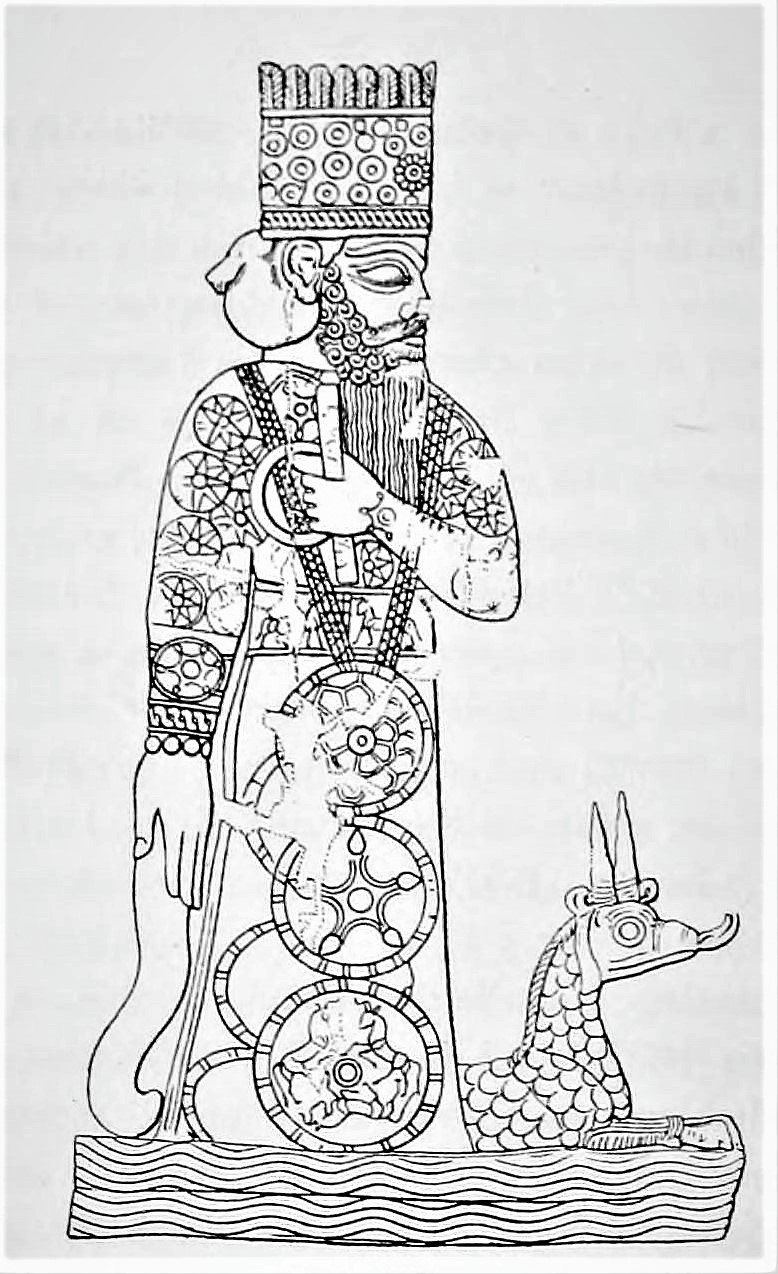
マルドゥクと彼のドラゴン、ムシュフシュ

メソポタミア神話（メソポタミアしんわ）はシュメール人、東方セム語アッカド人、アッシリア人、バビロニア人と後に移住してきたアラム人カルデア人の信仰した宗教であり、彼らが共有し、発展させた神話体系である。現代のイラク、クウェート、トルコ南東部、シリア北東部にあたるメソポタミアとよばれる地域で紀元前4千年紀から4200年にわたり支配的な宗教であり続けた。その範囲はメソポタミア全域におよび、その後およそ紀元後10世紀にはアッシリア地域（メソポタミア北部）のみに縮小している。
メソポタミアの多神教は数千年にわたりこの地域の唯一の宗教であり続けたが、1世紀から3世紀にかけて徐々に衰退を始めた。この衰退は東方教会（アッシリア東方教会、シリア正教会などのシリアック・クリスティアニティ）、そしてユダヤ教、マニ教、グノーシス主義との接触によりもたらされた。その後300から400年もするとほとんどの宗教的伝統は失われた。10世紀ごろの僻地のアッシリア人のコミュニティにこの宗教の最後の痕跡をみることができる。

## 再構築
他の消滅した宗教と同様、彼らの共有していた価値観の多くや教義の込み入った内容は長い年月の間に失われ忘れ去られてしまっている。しかし、人々からは忘れ去られたとは言え、幸運にも多くの文献が残っている。歴史家や科学者は、宗教学者や翻訳家の助けを借り、この宗教に関する知識と歴史、習慣の再構築をおこない、そしてこの宗教がシュメール、アッカド、アッシリア、バビロニアの人々の日々の生活の中で果たした役割を探る努力が行われた。メソポタミアの宗教は後の宗教に多大な影響を与えていると考えられている。その影響はカナン人、アラム人、古代ギリシア人、フェニキア人の宗教、さらにユダヤ教、キリスト教、マンダ教、イスラム教などの一神教にも及んでいる。
少なくともアッシュール（Ashur）は4世紀まで信仰の対象となっていたことがわかっている。メソポタミアの多神教では、2100の神々が信仰を集めていた。多くの神々はそれぞれの都市や国と関係付けられている。それらには例えばシュメール、アッカド、アッシリア、アッシュール、ニネヴェ、ウル、ウルク、マリ、バビロンといった都市があげられる。特に重要な神々としてはアヌ、エンキ、エンリル、イシュタル（アスタルト）、アッシュール（Ashur）、シャマシュ、シュルマヌ（Shulmanu）、タンムーズ、アダド（Adad）或いはハダド（Hadad）、シン、クル、ダゴン、ニヌルタ、ニスロッチ（Nisroch）、ネルガル、ティアマト、ベル、マルドゥクがあげられる。
ジャン・ボテロ（Jean Bottéro）など、歴史家の何人かはメソポタミアの宗教が世界最古の宗教であると主張している。最古の宗教に関しては議論があるが、メソポタミアが文字発祥の地であるため少なくとも文字に残されたものとしては最古の宗教であるといえる。メソポタミアの宗教に関してわかっていることはすべて、この地域で考古学的に発見された品々、特には文献に由来する。それらは通常楔形文字で粘土板に著され、神話が主題のものもあれば宗教儀式に関するものもある。古代文明にはよく見られることだが、耐久性のある素材、貴重な素材で造られたアーティファクトは、それがゆえに後代まで残ることになったとも考えられるのだが、たいていの場合信仰や儀式にまつわる品々である。ある学者はメソポタミアの人々について、「彼らの残したほとんど全てから彼らの宗教に関して知ることができる。すっかり信仰に染まった人々であったのであろう」と主張している。
アッシリア（ジャズィーラと呼ばれる地域）のいくつかの孤立したコミュニティを除けばおよそ400年頃にメソポタミアの宗教は消滅している。それでもメソポタミアの宗教は旧約聖書を通じて現代の世界に支配的な影響を与えているといえる。ユダヤ教、キリスト教、イスラム教、マンダ教に見られる旧約聖書由来のストーリーは初期のメソポタミアの神話をベースにしている可能性が指摘されている。とくに創造神話、エデンの園、大洪水、バベルの塔、そしてニムロドやリリスといった人物にその類似性が顕著である。加えてモーセの出自に関してはサルゴンとの類似性が、モーセの十戒はアッシリア、バビロニアの律令との類似性が指摘されている。さらには現代のネオペイガニズムにもメソポタミアの神々に対する信仰を説くものがある。

## 歴史

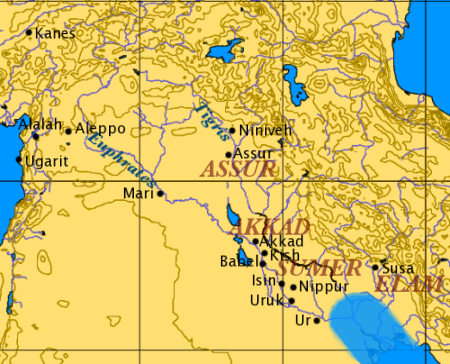
古代メソポタミア

メソポタミアの人々は2つのグループからなっている。東方セム語派のアッカド人（後にアッシリア人、バビロニア人として知られるようになる）と孤立した言語を話すシュメール人である。彼らは統一国家を持つことはなく、しかし様々な都市国家や王国を形作った。まず紀元前4千年紀にシュメール人が現れる。彼らが先史時代に他の地域から移り住んできたのか、あるいはこの地域にもともと暮らしていたのかはわかってない。およそ紀元前3500年頃のものとして、最初のメソポタミアの宗教の痕跡が筆記の発明とともに確認できる。彼らはメソポタミア南部、後にシュメールとして知られるようになる地域に定住し、そしてセム族のアッカド人の文化に大きな影響を与えた。
当時シュメール人は驚くほど先進的だった。筆記は言うに及ばず、原始的な数学、車輪、天文学、占星術、法律（タナハ）、組織立てられた医学、先進的な農業そして建築、暦などを発明した。彼らはウルク、ウル、ラガシュ、イシン、キシュ、ウンマ、エリドゥ、アダド（Adad）、アクシャク（Akshak）、シッパル、ニップル、ラルサなどの都市国家を作った。
紀元前2800年ころの王のリストにアッカド語の名前が初めて現れる。なおもシュメール・アッカド文化のなかでシュメール人が支配的な影響を持ち続けたが、紀元前2335年にサルゴンのアッカド帝国が誕生する。アッカド帝国はメソポタミアを統一し、アッカド人とシュメール人をひとつの支配のもとに置いた。
少しずつシュメールとアッカドの文化と神々の習合がおこり、それに伴い少ない神々を信仰していたアッカド人がシュメールの持ち込んだ神々に重要な役割を担わせるようになった。紀元前2335年頃、サルゴンが全メソポタミアを征服し、アッカド人とシュメール人を世界で最初の帝国に組み入れた。そしてその帝国の支配はイランの歴史、レバント、アナトリア半島、カナン、アラビア半島におよんだ。アッカド帝国は2世紀の間続き、経済の停滞と、内乱、そして北東のグティ人の侵入により崩壊する。
その後シュメールのウル第三王朝が復活を果たすが長くは続かず、メソポタミアはいくつものアッカド人の都市国家に分裂する。紀元前2100年頃メソポタミア北部ではアッシリアが勢力を盛り返し、南部ではイシン、ラルサ、エシュヌンナをはじめとするいくつもの王国が林立していた。紀元前1894年、小さな都市国家としてバビロンが興る。バビロンは侵入してきた西方セム語派のアムル人の興した都市であるが、彼らの支配した期間はバビロンの歴史の中の短い期間に限られる。
この後いずれかの時期にシュメール人はアッシリア・バビロニア社会にまったく吸収されてしまい姿を消す。紀元前25世紀の後半からアッシリア人の王が続いていることが確認されている。彼らはメソポタミア北部とアナトリア半島の一部、そして北東シリアを支配した。紀元前1750年頃、アムル人のバビロンの王、ハンムラビがメソポタミアの大部分を支配した。このバビロニア帝国は彼の死後、アナトリアの山岳民族、カッシートの侵攻を受けて崩壊する。その後カッシートはバビロンを500年支配した。
ハンムラビ以前の紀元前20-18世紀に覇権を握ったアッシリア帝国がミドル・アッシリア帝国（紀元前1391-1050）として再び権勢を誇る。アッシリアはヒッタイトとミタンニを打ち負かし、エジプト新王国を近東から引き上げさせた。ミドル・アッシリア帝国はコーカサスから現代のバーレーンまで、キプロスからイラン西部までその版図を広げた。
アッシリア#新アッシリア時代（紀元前911から紀元前605）は紀元前10世紀から紀元前7世紀後半にかけて、当時の歴史上最も強力かつ広大な帝国を作り上げた。帝国は西キプロスから東は中央イラン、北はコーカサス山脈から南はエジプトのヌビア、そしてアラビア半島に及んだ。アッシュールバニパル、トゥクルティ・ニヌルタ2世、ティグラト・ピレセル3世、シャルマネセル4世、サルゴン2世、センナケリブ、エサルハドンら皇帝のもと、この帝国の拡大はメソポタミアの文化と宗教を遠方へと広げる一助となった。ネオ・アッシリア帝国の時代にはアラム語が帝国内でリングワ・フランカとしての地位を築いていた。アッカド語で残された最後の記録は紀元後78年に書かれた天文学に関わる文献で、アッシリアで見つかっている。
バビロンに入場したカルデア人のナボポラッサルが紀元前625年、ネオ・アッシリア帝国に対し攻勢にでる。バビロニア人がメデ人（Medes、イラン系民族）と手を結ぶと、616年にはメディアのキュアクサレス2世がナボポラッサルに同盟を持ちかけた。最終的にバビロニア人、カルデア人、メデ人、スキタイ人、ペルシア人、キンメリア人の連合軍がネオ・アッシリア帝国を攻撃した。この攻撃の後ネオ・アッシリア帝国は内紛の時代に突入、その後紀元前605年にアッシュール・ウバリト2世が死ぬとこの帝国は滅亡した。
新バビロニアはかつて主従関係にあったアッシリアの帝国の大部分を受け継ぎ、その支配の下でバビロンは短い繁栄を誇った。しかし最後の王ナボニドゥスはほとんど政治に興味を示さず、月の神であるシンへの信仰に夢中になり、実権を少しずつ息子のベルシャザルへ譲っていった。加えて東のペルシャとメデ人が勢力を拡大していくと新バビロニアは紀元前539年、アケメネス朝に飲み込まれ、メソポタミア・ネイティブの王朝が途絶えることになった。

### アッシリアの政治に見られる宗教
メソポタミアに興った多くの都市国家や王国同様、元来アッシリアは君主制ではなく寡頭制をとっていた。権威はその都市に帰属し、政体は3つの統治機関を有した。すなわち長老院、世襲の支配者、エポニムである。支配者は長老院を取り仕切り、その決定を執行する。この支配者はアッカド語でいわゆる王を指す言葉（šarrum）では形容されない。アッシリアにおいて「王」は都市の守護神であるアッシュール（Ashur）のための言葉であり、支配者はその大祭司である。支配者は「アッシュールの執事（iššiak Assur）」と呼ばれ、この執事という語はシュメール語のエンシ（Ensí）から借用された。3番目の統治機関、エポニム（limmum）はアテネのアルコンや執政官に似た役職で、毎年くじによって選ばれ彼の名はその年の呼び名になった。初期のアッシリアに見られたこのエポニムの制度、アッシュールの執事の習慣は、その後も儀礼的な痕跡としてアッシリアの君主制の中にずっと生き続けた。

#### 新アッシリア帝国の宗教
新アッシリア帝国の宗教はアッシリアの王を中心に展開される。この時代、王権は神権（the idea of divine mandate）の考え方とよくリンクしている。アッシリアの王は、神と同一視されていたわけではないが、主神アッシュールの第一の僕と考えられていた。すなわち司祭が、神々は現在の支配者に満足している、と人々を納得させていられる限りにおいては、王の権威は絶対的であった。アッシュール（都市）とその周囲に住んでいたアッシリア人にとってこのシステムはとても自然で、逆にアッシリアの支配に置かれた民族、特に小さい都市国家に暮らす人々にとっては斬新なシステムであった。やがてアッシュールはローカルな都市の守護神から、広大なアッシリア帝国の主神へと大出世を果たす。その範囲は北はコーカサス、アルメニアから南はエジプト、ヌビア、アラビア半島まで、西はキプロス、地中海東部から東は中央イランに及んだ。青銅器時代後期からアッシュールの守護神であったアッシュールは常にバビロンの守護神マルドゥクとライバル関係にあった。アッシュールへの信仰は肥沃な三日月地帯の大部分にまたがり、アッシリアの王はこのアッシュールの民に忠誠を要求することができた。

### 外国文化の流入以降のメソポタミア
紀元前539年、メソポタミアはアケメネス朝に征服され、キュロス2世の支配を受ける。これにより3000年に及ぶセム語派メソポタミア人の近東支配は終わりを告げることとなった。ペルシア人は土着の文化、宗教を禁止することはなかった。アッシリアとバビロンは自主独立体として存在し続けたが、カルデアは消滅した。さらにアッシリアに関しては紀元前522年と紀元前482年にペルシャに対する大規模な反乱を起こせるほど力を持っていた。
その後2世紀後の紀元前330年、古代ギリシアマケドニア王国のアレクサンドロス3世がペルシアを打ち破り、メソポタミアを支配した。アレクサンダーが死ぬとセレウコス朝によってヘレニズムの影響がメソポタミアにもたらされた。アッシリアとバビロニアは後にパルティア（バビロニア）、古代ローマ（アッシュリア属州）、サーサーン朝（アシュリスタン（Asuristan））のそれぞれ州となった。バビロニアはパルティアの時代に同化し、アッシリアは残った。
紀元後1世紀になるとキリスト教がじょじょに定着を始める。そして独立州であるアディアベネ王国、オスロエネ（Osroene）、アッシュール、ハトラ、パルミラではキリスト教、ユダヤ教への改宗者が大部分を占めるようになる。グノーシス主義、サービア教、そして現代にも残るマンダ教も人気を集めるようになった。そんな中でもメソポタミア土着の信仰は庶民の間に残り、アッシュール、シン（Sin）といった神々は少なくとも紀元後4世紀まで信仰を集めていた。
3世紀になると、キリスト教、ユダヤ教、仏教、ゾロアスター教、そしてメソポタミア土着の要素を統合させたマニ教が生まれた。これは新たなメソポタミア土着の宗教といえる。
アッシュールの都市には14世紀のティムールによるアッシリア東方教会の虐殺が行われるまで人が居住していた。そしてアッシュールへの信仰は少なくとも17世紀までハッラーン周辺に残っていたという証拠が見つかっている。
アッシリアはメソポタミア・キリスト教（Church of the East、古代のネストリウス派）の中心地となった。これは旅僧を通して近東から中央アジア、インド、モンゴル、中国まで広がり、今日にいたるまでアッシリア東方教会、カルデア・カトリック教会（Chaldean Catholic Church）、アンシエント・チャーチ・オブ・ザ・イースト（Ancient Church of the East）として残っている。サービア教、マンダ教など、さまざまなグノーシス主義の宗派も発展した。
7世紀のアラブ・イスラミック・コンクエストの中でアッシリアは崩壊した。この後の数世紀の間にメソポタミアはアラブ人、クルド人、テュルク系民族など非土着の民族、主にイスラム教徒の流入を経験する。土着のエスニシティ、文化、習慣、宗教、言語をもったアッシリア系メソポタミア人は、この後700年の間に徐々にマイノリティへと追いやられていった。そして14世紀、ティムールによりアッシリア人の虐殺を経てアッシュールが放棄されるとアッシリア人のコミュニティは表舞台から姿を消した。
しかし現在なおも新アラム語は、さまざまな虐殺を生き抜きアラブ化に抵抗した人々、全メソポタミアの5パーセントを占める人々の間で話されている。彼らはモダン・アッシリア人と呼ばれるキリスト教徒であるが、独自の言語、新アラム語（紀元前1200年のメソポタミアで話されていた言語に起源を持ち、アッカド語からの数百に及ぶ借用語と文法構造を受け継いでいる言語）を持ち、エスニック・アイデンティティを持ち、子供には例えばアッシュール、シャマシュ、セミラミス、ラマス（Lamassu）、センナケリブ、ハダド（Hadad）といった古代からの名前を使う習慣を残している。そして同様に古代の神々の名前にちなんだ月を持つアッシリア暦を用いる。現代のアッシリア暦は都市、アッシュールが同名の神に捧げられた紀元前4750年に起源を持つ。

## 神話
メソポタミアの宇宙観について具体的な文献は残されていない。しかし学者たちはさまざまな記述の研究を通してメソポタミアの宇宙観を、少なくとも部分的には正確に復元している。紀元前1200年頃に書かれた創造の叙事詩では神、マルドゥクが母なる神ティアマトを殺し、その半身を使い地上を作り、残りの半分から楽園 (宗教)（šamû）と冥界（irṣitu）を創ったとされている。同時期に書かれた別の文献には、宇宙は回転楕円体で、神々と星の住まう3層の楽園とその下の3層の地上からなると描写されている。

### 神々

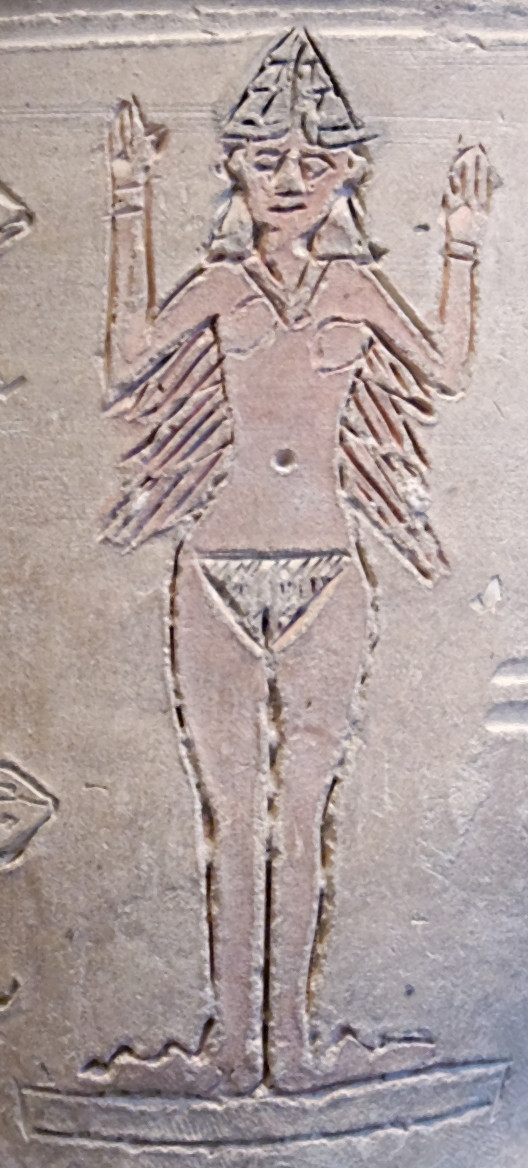
いわゆる「イシュタルの甕（Ishtar vase）」に描かれた女神イシュタル（Ishtar）、翼を持ち神聖な角の帽子をかぶっている。紀元前二千年紀前半。

多神教のメソポタミアの宗教は様々な神々の存在を許容した。一方で単一神教としてそれぞれの信者集団がそれぞれ特定の神をより優れたものとして信仰した。これらの集団は大抵の場合都市あるいは都市国家ごとに形成され、それぞれの都市の守護神を信奉した。例えば神エンキは都市エリドゥ、アッシュールはアッシュールまたはアッシリアそのものの、エンリルはニップル、イシュタルはアルビール、マルドゥクはバビロンの守護神と考えられた。メソポタミアにどれだけの神が存在したのかは分かっていないが、タルクヴィスト（K. Tallqvist）は彼の著書の中で今日知りうる限りではおよそ2400の神々が存在したとしている。その中の多くはシュメールの名を持っている。シュメール語では神々はディンギルと呼ばれ、一方アッカド語ではイル（ilu）と呼ばれていた。この2つのグループはお互いの神に寛容で（syncretism）、お互いにそれぞれの神を取り入れあっていたようである。
メソポタミアの神々には擬人観を見ることができる。人間らしさを持ち、したがって人の姿を持っている。人間と同様に飲食を必要とし、お酒もたしなむ。結果として急性アルコール中毒に悩まされることもある、が人間よりも高次の存在と捉えられていた。人間よりも力強く、全知なる存在であり、人間には計り知れない存在であり、なりよりも不死である。人との違いという点では、神々の持つメラム（melammu）と呼ばれる後光が最たるものと言える。メラムは神々を包み込み、見た者に畏怖と尊敬の念を抱かせる。神々の多くはそれぞれ血縁関係にある。これは他の多神教においてもしばしば見られる特徴である。歴史家のボテロ（J. Bottéro）は、メソポタミアの人々は神秘主義的に神々を見ていたのではなく、かといってあこがれ、敬慕する存在というのでもなく、従うべき、畏れるべき自分たちの主人として見ていたと述べている。一方でメソポタミア人の名前には貴賎に関わらず神々の名前を含むものが多く見られる。この習慣は紀元前3000年紀にシュメール人から始まり、後にはアッカド人にも取り入れられた。
初期の段階ではパンテオンに序列は存在していなかった。しかし後にメソポタミアの神学者たちは神々に重要度に応じた序列をつけた。560に及ぶシュメール語で書かれた神々のリストがファラ（Fâra）とテル・アル・サラビク（Tell Abû Ṣalābīkh）で見つかっている。およそ紀元前2600年ごろのものと見積もられている。その中では5柱の基本的な神々が特に重要な存在として位置づけられている。
これら初期のメソポタミアの中で特に重視されていたのがエンリルである。シュメール人の宗教観ではエンリルは神々の中の王であり、世界の支配者として扱われていた。そして後にはアッカド人にも取り入れられた。エンリルに近い役割を持つシュメールの神アン（An）もアッカド人に取り入れられ、アッカド人の間ではアヌとして信仰された。シュメールのエンキはアッカド人にもエンキとして取り入れられたが、後にエア（Éa）と名前を変えている。同様に月の神ナンナはアッカドではシンに、太陽の神ウトゥ（Utu）はアッカドではシャマシュに名前を変えている。女神ではシュメールの性と戦いの神イナンナが特に重視された。後に紀元前18世紀ごろ、南メソポタミアでバビロニアの影響力が増すとハンムラビはそれまで注目されることの無かったマルドゥクをアヌ、エンリルと並ぶ最高位の神とした。
メソポタミアの宗教の中で今日まで残った重要な神話としてギルガメシュ叙事詩があげられる。この叙事詩では英雄ギルガメシュ王と彼の無二の親友、野人エンキドゥの物語、そして神々の思惑が複雑に絡み合う不老不死を求めたギルガメシュの旅が語られている。

## 宗教上の実践

### 公共の信仰
メソポタミアの街は神々の家と考えられており、それぞれの街には対応する守護神が定められていた。廟に関しては郊外に造られることもあったが、知られているかぎりすべての神殿は街の中に造られた。神殿は建材として煉瓦が用いられ、ジッグラトとして建てられた。ジッグラトは空にそびえる階段状のステージと形容することができる。ジッグラトの持つ意義はさまざまな論争の種となってきたが、神々が天国と地上を行き来するための階段を象徴しているという見解で概ね統一されている。そのため、実際には神殿の上の方で儀式を行うこともあったようではあるが、神殿の全体が巨大な祭壇であると見ることができる。他には、神殿を死んだ神がよみがえるまで埋葬されるとされる宇宙の山と見立てる説もある。例えばエリドゥにあるエンキの神殿など、いくつかの神殿には果樹園があり、そのなかに一本の聖なる木（Kiskanu）が存在した。この聖なる木は庭師マスターの役割を担う王が執り行う儀式の中心地となっていた。
メソポタミアの神殿はもともと神の住まう場所として建てられた。神々はそこで街や王国のための裁定を行うと考えられていた。神々の存在は聖像に象徴され、聖像は独立した部屋に安置された。聖像の中に神を宿すという考え方は、神を存在させる手段として理論立てられていたようである。。これはエッラの詩（How Erra Wrecked the World）からも明らかである。この話の中でエッラはマルドゥクをだまして聖像から追い出している。聖像は夜を通して行われる儀式によって清められ、命を吹き込まれる。そして口が開かれ洗われる。これにより神々は見、そして食べることができるようになる。聖像に神が満足すればその神が宿ることになる。これら聖像のために時には余興が催され、また狩に連れ出されることもあった。神殿には神のための居住空間が設けられ、キッチン、台所用品、寝室、神の家族のための部屋が用意された。中庭には来客者用が体を清めるための溜池とそしてチャリオットを引く馬や家畜のための小屋まであった。
一般的に奉仕（dullu）により神は良い状態を保つことができると考えられていた。聖像は着飾られ、日に2回の饗宴が催された。神が食物をどのような形で消費するとされていたのかはわかっていないが、神の食事中はカーテンがおろされた。これは王が食事の様子を大衆の目に晒してはならないという習慣と同様である。ときには王が神の相伴に与ることもあった。同様に神官たちが同席することもあったであろうと考えられる。神はお香を楽しむものだと考えられており、聖像の前ではお香が焚かれた。そのほか日常的に供物が捧げられ、人間の生贄の代替品（pūhu）、あるいは代用品（dinānu）として動物が捧げられた。これらの習慣には神々や悪魔の怒りの矛先を生贄へとそらす目的があった。加えてそれぞれの神ごとに特別な日取りが設けられており、それぞれの儀式が執り行われ、供物が捧げられた。多神教のメソポタミアでは毎日が何らかの神を祝う日となっていた。
王は理論上は宗教指導者（enuまたはšangū）としての役割を担っており、たくさんの専門的な神官とともに神殿の中で様々な神事をこなした。この神官らは人と神を結びつける媒介者として、それぞれの役割を負った。職種としては監督を担う者（šešgallu）、悪魔や魔術師による人の蒙った穢れを清める者（āšipu）、神殿を清める者（mašmašu）、音楽によって神の怒りを鎮める者（kalū）、そして女性の詠唱者（nāru）と男性の詠唱者（zammeru）、技術者（mārē ummāni）、剣士（nāš paṭri）、占い師（bārû）、告解者（šā'ilu）、などなどがある。

### 個人の信仰
公共の儀式に見られる神々への信仰に加え、個々の人々はそれぞれ個人的な神（a personal deity）に敬意を払っていた。他の神々と同様個人的な神々も時とともに性格を変え、また名前が与えられたり描写されることも稀なので初期の実情に関しては不明な点が多い。紀元前3千年紀の中ごろ、何人かの支配者は特定の神、あるいは神々を個人的な守護神としていた。紀元前2千年紀には個人的な神が大衆によりそったものとなった。すなわち個人的な神との関係は祈りとその神の彫像を慈しむ行為によってはぐくまれるとされており、より緊密な関係を築いたもののために機能するようになった。古代メソポタミアのいくつもの祈りの詩が資料として今日まで残っており、それぞれの祈りには特定の神を特別に賞揚する内容が見られる。歴史家のボッテロ（J. Bottéro）はこれらの詩は、深い尊敬の念と帰依の心、そして超自然的な存在によって古代の信徒の心に喚起された圧倒的な感情を表している、と述べている。一方でこれらの詩からは、手放しに神々を褒め称えているというよりもむしろ、畏れを含んだ感情を読み取ることができる。個人の幸運、病気や悪魔からの守護、そして社会的成功、才能や個性までもが彼らの個人的な神に左右されると考えられていた。さらに踏み込んで個人の経験するすべては彼の個人的な神の身に起こったことの反映であるとさえ考えられた。もしも個人的な神をないがしろにすれば悪魔は自由にその人に近づき危害を加える。一方で敬意を払えば彼を良く導く指導者となると考えられた。
メソポタミアでは悪魔の存在が信じられており、それらを退けるために庶民の間でもおまじない（šiptu）が行われていた。実際にはシュメール語にもアッカド語にも「悪魔」を表す一般名詞は存在せず、害をなす者、危険な者、あるいは力とだけ言及され、そして世界に「悪意」が存在するということを説明する手段として用いられる。悪魔は無数に存在し、神々をも攻撃の対象とすると考えられていた。悪魔とは別に死者の霊（etimmu）の存在も広く信じられており、いたずらをする存在として見られていた。そのためお守りが存在し、時には霊のいたずらに対しエクソシスト（āšipuあるいはmašmašu）が呼ばれることもあった。病気は悪魔に原因があると考えられ、おまじないや儀式が、ときには類感呪術が治療のために行われた。悪魔の像を用いて捕縛するという試みも行われていた。患者の頭の上に悪魔の像を置く。すると悪魔は像の方へ移ると考えられており、儀式の後に像が破壊された。守護精霊の像も作られており災厄を退けるために門に飾られた。
占いもまた庶民の間で広く行われていた。メソポタミアでは運命は神々によってすでに定められており、予兆の観察や占いにより運命を確かめることができると考えられていた。神々は口述に拠らない形での「言葉」（amatu）や「命令」（qibitu）により彼らの意思を伝えるものとされ、それらは出来事や事件に向かう一連の流れのなかに現れるものと考えられていた。占いには様々な手段が用いられた。水に浮かぶ油を読む占い（lecanomancy）、生贄の内臓を読む占い（extispicy）、鳥の振る舞いを読む占い（augury）、天体的な自然現象を読む占い（占星術、astrology）、夢を読む占い（夢占い）などが例として挙げられる。これらの占いには2種類の神官が携わった。すなわち質問者（sa'ilu）と観察者（baru）である。彼らより身分の低い神官であるマフ（mahhu、恍惚状態で言葉を伝える）が関わることもあり、これには魔術が用いられていた。

## 道徳、美徳、罪
古代のペイガニズムは道徳よりも義務や儀式に焦点を当てることが多いが、メソポタミアの場合、今日まで残った祈りの詩や神話の中から数々の一般に受け入れられていた道徳を拾い集めることができる。メソポタミアでは人は神により造られたものとされ、神々は命の源であり、したがって神々は病気や健康、人の運命さえも左右する力を持つと信じられていた。子供は神からの贈り物と考えられていたことが個人の名前から窺い知ることができる。人は神々に仕えるものとして造られた。すなわち神は長（belu）で人は使用人或いは奴隷（ardu）であり、人は神を畏れる（puluhtu）者であり神に対して身を弁えるものと考えられていた。義務は宗教、儀式の主要な特性と考えられていた。場合によっては祈りの詩からは精神的に親密な関係が読み取れることもあり、または信仰する神から別の神へ乗り換えるちょっとした改宗のようなことが行われている様子も窺える。一般的に神々への信仰に対する対価は成功や長寿といった形で現れる。
一方で罪はヒトゥ（hitu、失敗）、アンヌ（annuまたはarnu、反抗）、キッラトゥ（qillatu、罪）という語で表現され、反抗に力点を置いて描写される。罪とは「自分本位に生きる（ina ramanisu）」ことを望む気持ちである、という文脈から語られることもある。罪とは神々の怒りを買う行為であると説明されることもある。罰は病気や不運を通してもたらされると考えられており、必然的に無意識の罪が語られ、人は知らずに罪を犯しうるものだという考え方が存在した。賛美歌には具体的な罪が登場することは稀である。この報いの考え方は個人にとどまらず国や歴史にも当てはめて考えられた。メソポタミアの文学からは戦争や自然災害が神からの罰として扱われている様子を、また王がこれらを判断の基準として使う様子を窺うことができる。
罪や美徳の捕らえかたに関してイスラム教やユダヤ、キリスト教との類似性が見られる一方で性に関してはかなり寛容な考え方を持っていた。ことバビロンでは自由な性の表現が文明によってもたらされる恩寵と捉えられており、同性愛、異性装、そして娼婦、男娼もが受け入れられていた。メソポタミアで広く信仰されたイナンナ（イシュタル）には、荒々しく熱狂的な舞踏と血なまぐさい儀式を伴う、性的逸脱の祭祀が捧げられていた。ここで言う「性的逸脱」には、身体的なものと社会的なものとの両方を含む。「イナンナに禁じられているものは何もない」と考えられ、規範的な性の在り方を侵犯する表現を祭祀の中で、敢えて行うことによって、「人目を気にしている日常の世界から、忘我の境地・恍惚の世界へ」と至ることができると信じられていた。

## 死後の世界
古代メソポタミアの人々は死後の世界はこの世界の下に広がっていると信じていた。アラル（Arallû）と呼ばれたり、ガンゼル（GanzerあるいはIrkallu、偉大な地下の意）と呼ばれたりと不定であるが、社会的地位、生前の行いに関わらず死んだ者はみなそこへ行くと信じられていた。キリスト教のヘル（地獄）とは違い、メソポタミアの冥界は罰でも報いでもなかった。とはいえ冥界でも生前と同じ状態ですごしているというわけではなく、死者は非力な幽霊として扱われる。イシュタルの祖先が冥界へ行く神話では塵が彼らの食べ物、粘土が彼らの栄養であり、暗闇に暮らし、光を見ることはない、と語られる。いくつかの神話、たとえばアダパ（Adapa）の神話などでは、おろかさのためにすべての人間は死を免れない。永遠の命は神々のみが所有する、と語られている。

## 終末論
終わりの時に関するメソポタミアの説話の存在は知られていない。しかしメソポタミアの人々がなんらかの終末論を持っていたのだろうと推測されてきた。この推測は大部分がベロッソスの著述によるものである。彼は、メソポタミア人は世界が12のサー（sar、3600年）を12回繰り返すと信じている、と記述している。つまりメソポタミア人の少なくとも一部は世界は518,400年で終わりを迎えると信じていたことになる。終末の後に何が起こるかに関してはベロッソスは書き残していない。

## 歴史学による研究

### 研究に対する困難
メソポタミアに関する学問（アッシリア学）の歴史は浅く、19世紀の半ばに始まったに過ぎない。そしてメソポタミアの宗教に関する研究は複雑で難解なテーマとなってしまっている。それについていくつか理由が挙げられる。まず、そもそも彼らの宗教は習慣によってのみ規定されており、公的な統制がとられていない。そして教義に沿った宗教というわけでもなく、体系化されているわけでもない。神話の中の神々、登場人物、そして彼らの行動はそれぞれ時代によって性格や重要性が変化する。場合によっては全く対照的な描かれかたをすることすらある。加えて宗教に関する文献（聖典）がメソポタミアの世界でどのような役割を持っていたのかが分かっていないこともこの学問を難しくしている。
何十年もの間、古代中近東を専門とする学者メソポタミアの宗教を単一の宗教と捉えることは不可能なのではないかと議論されてきた。レオ・オッペンハイム（Leo Oppenheim）はメソポタミアの宗教を体系的に説明することはできないし、するべきではない、と語っている。一方で、例えばジャン・ボッテロ（Jean Bottéro）のような学者は、メソポタミアの宗教を小さいグループに分けるには余りにも複雑すぎるとして反対している。いわく、
公式な宗教、個人的な宗教、知識人の宗教といった具合に社会的集団、文化的集団ごとにカテゴライズして考えるべきだろうか。それともエブラ、マリ、アッシリアと都市ごとに分けるべきだろうか。セレウコス朝、アケメネス朝、新バビロニア、ネオ・アッシリア、カッシート、古代バビロニア、ネオ・シュメール人、古代アッカド時代と時代ごとに分けるべきだろうか。軽率なことを言う人もいるが、その中に独立した宗教はなく、連続した状態のひとつの宗教体系が存在するだけなのだ。そのようなアプローチは極端に過ぎるし、全く無意味である。

### 汎バビロニア主義
19世紀後半に発展した理論である汎バビロニア主義ではタナハの多くの説話、旧約聖書、クルアーンは、この地域一帯を数世紀にわたり支配していたメソポタミアの神話上の歴史をベースにして、そして影響を受けて書かれたと信じられている。特にエヌマ・エリシュは天地創造と比較される。エステルの物語はアッシリア・バビロニアの時代にルーツを求めることができる。大洪水とノアの方舟はギルガメッシュ叙事詩の影響が指摘されている。聖書のニムロドの物語は実在したアッシリアの王トゥクルティ・ニヌルタ1世が或いはアッシリアの戦争の神ニヌルタが元になっていると考えられている。またリリスはアッシリアの悪魔リリツ（Lilitu）が、バベルの塔はアッシリア、バビロニアのジッグラトが元になっていると考えられている。
ユダヤ教、キリスト教、イスラム教も聖書が部分的に異教徒の聖典に由来するものだという主張に関して議論している。弁証学者は聖書のメソポタミアの神話との類似性よりも、違いにこそ重要な意味を見出している。彼らは聖書の物語にはメソポタミアの文献から直接引用された部分は存在しないとしている。すなわち、双方の聖典がさらに古い何らかの文献から個別に発展した可能性を指摘している。例えば洪水の物語は世界中ほとんどすべての文化のなかに見ることができ、そこにはメソポタミアと直接のかかわりを持たなかった文化も含まれる。また別の弁証学者によれば、メソポタミアの神話は、シンプルな聖書の物語に比べて美しく潤色されている。1968年にはシンプルな聖書の記述に近い創造神話の物語が記された粘土板がエブラ（Ebla）で見つかった。当初メディアはペティナト（Pettinato）や他の学者が綿密な調査に先立って発表した仮説に基づき、エブラの粘土板と聖書との関係をセンセーショナルに伝えた。しかしこの仮説は現在全く実態の無い主張であり人々を混乱させたとして広く否定されている。聖書の歴史研究におけるエブラの粘土板の重要性は低いというのが現在は大ねむ一致した見解である。
ペルシアのダリウス1世（Darius I）の戦いを描いた紀元前520年から519年の碑は一見すると西アジアにおける最初のゾロアスター教の痕跡のように見える。
碑には翼の生えた日輪とその中に人が配置されたシンボルが描かれている。これはアッシリアでは国の神アッシュールを表していた。一方でアケメネス朝の彫刻ではアフラ・マズダを、または王国それ自体、あるいは支配者の守護神を表わすシンボルであった。
メソポタミアの文献には3つの海運都市が描かれている。ペルシア湾のディルムン（Dilmun）、パキスタンのメルッハ（Meluhha）がすべてアッカドのサルゴンによる文献の中に触れられている。さらにメソポタミアの儀式や習慣、単一神教という性質には現代のヒンドゥー教との類似性が見られる。直接結びつけることは大胆に過ぎるが、ポセル（Possehl）をはじめとした学者は複雑な古代インドの宗教がメソポタミアの宗教との類似性を持っていた可能性を指摘している。この場合洪水の物語や世界を3つに分ける考え方、神々と悪魔のもつ役割を深く掘り下げる必要がある。

## 現代に残る影響

### ポップカルチャーへの影響
メソポタミアの宗教、文化、歴史、神話は音楽の形で影響を残している。アッシリア、シリアの民族音楽はもちろん、メレケス（Melechesh）など多くのヘヴィメタルバンドがメソポタミアの神々から名前を借りている。アッシリア人は今日に至るまで個人の名前に神話の神々や登場人物の名前を借りている。アッシュール、ハダド（Hadad）、シャマシュ、リリツ、センナケリブ、シン（Shinu）、サルゴン、セミラミス、イシュタル、ラマス（Lamassu）はありふれた名前となっている。タンムーズなどいくつかのアッシリアの暦の月の名前はやはり神々の名前で、すべての年号は神々の祝福を受けたものとして名づけられる。

### 新宗教運動への影響
20世紀21世紀のいくつかの新宗教には古代メソポタミアの神々を崇拝するものがある。ネオペイガニズムのいくつかの系統もメソポタミアの神々を信仰の対象としている。

### ヨハネの黙示録
ヨハネの黙示録ではバビロニアは背徳的な宗教として描かれ、そしてグローバルに交易を担っていた宗教的、政治的体制の典型として描かれている。ヨハネの黙示録によればこの体制は1世紀まで地域を支配し、最終的に滅んでいる。いくつかの解釈によれば、この体制はローマ帝国を指しているとしている。一方でこの体制は現代にも残り続けており、それは再臨の時まで続くとする解釈もある。

## 極端な仮説
メソポタミアの神話に特有の神と人間との物理的な相似は人々を様々な極端な推測をへと駆り立てた。例えばそれはジュリアン・ジェインズの二分心であり、ゼカリア・シッチンの古代宇宙飛行士説である。これらは学問的にはそれほど受け入れられていないものの、サイエンス・フィクションの世界に影響を与えている。